# Eric Kahl
Eric Kahl, né le 27 septembre 2001 à Solna en Suède, est un footballeur suédois qui évolue au poste d'arrière gauche à l'AGF Aarhus.

## Biographie

### AIK Solna
Né à Solna en Suède, Eric Kahl est formé par l'AIK Solna, où il signe son premier contrat professionnel à 18 ans, le 17 octobre 2019, le liant avec le club jusqu'en décembre 2022. 
Il fait sa première apparition en professionnel le 28 juin 2020, lors d'une rencontre de championnat face au Malmö FF. Il est titularisé lors de cette rencontre où les deux équipes se séparent sur un match nul de deux buts partout. Kahl délivre sa première passe décisive le 18 octobre 2020 lors d'une rencontre de championnat face à l'IFK Göteborg. Il est titularisé et son équipe s'impose (2-0 score final).

### AGF Aarhus
En juillet 2021, Eric Kahl s'engage en faveur de l'AGF Aarhus, où il signe un contrat de cinq ans. Il joue son premier match sous ses nouvelles couleurs le 1er août 2021 face au Randers FC, en championnat. Titulaire, il se fait remarquer en délivrant une passe décisive pour Dawid Kurminowski (en) mais son équipe s'incline finalement par deux buts à un. Le 29 août suivant, il se distingue lors d'une rencontre de championnat contre l'Odense BK en marquant ses deux premiers buts en professionnel, et donc pour Aarhus. Toutefois, les deux équipes se neutralisent (2-2),.

### En sélection
Eric Kahl joue son premier match pour l'équipe de Suède espoirs le 4 septembre 2020, face à l'Islande. Il est titularisé lors de cette partie que la Suède perd sur le score de un but à zéro.

## Vie personnelle
Eric Kahl est né en Suède d'une mère thaïlandaise et d'un père suédois. Son frère aîné, Oscar Kahl (en), est également footballeur.